# Österreichische Post

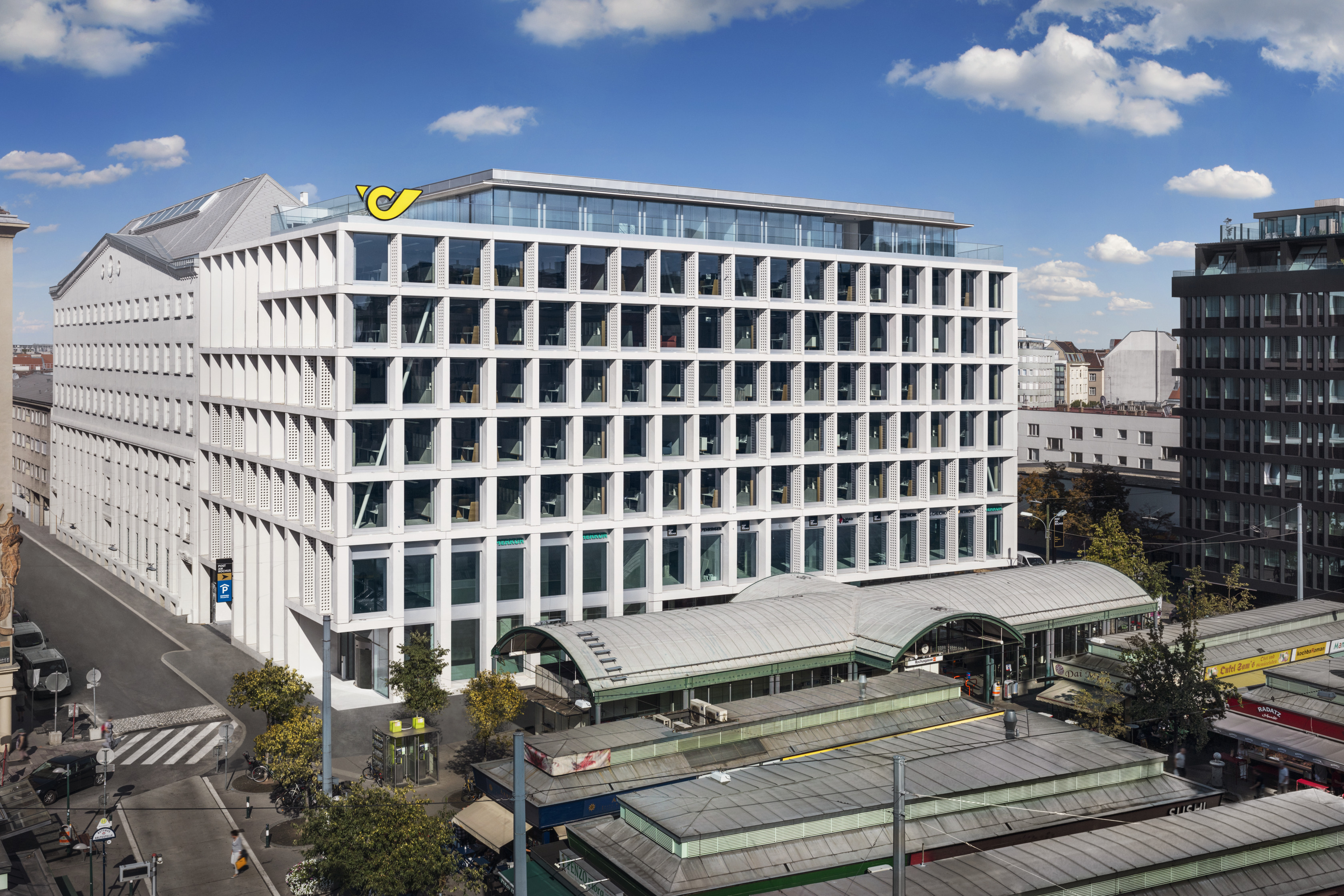
Unternehmenszentrale der Österreichischen Post AG in Wien-Landstraße

Die Österreichische Post AG und ihre Tochterunternehmen sind Post-, Logistik- und Dienstleistungsunternehmen in den Geschäftsbereichen Brief- und Werbepost, Paket und Logistik sowie Filial- und Finanzdienstleistungen.
Der Hauptsitz der Österreichischen Post AG befindet sich in Wien, Österreich. Die Gesellschaft ist in das Firmenbuch beim Handelsgericht Wien zu FN 180219d eingetragen. Das Unternehmen wurde 1999 rechtlich verselbstständigt. 
Seit dem 31. Mai 2006 notiert die Aktie an der Wiener Börse. Die Österreichische Post AG ist zu 52,8 % (Stand: 2025) im Besitz der staatlichen Österreichischen Beteiligungs AG (ÖBAG), der Rest ist im Wesentlichen Streubesitz.

## Geschichte

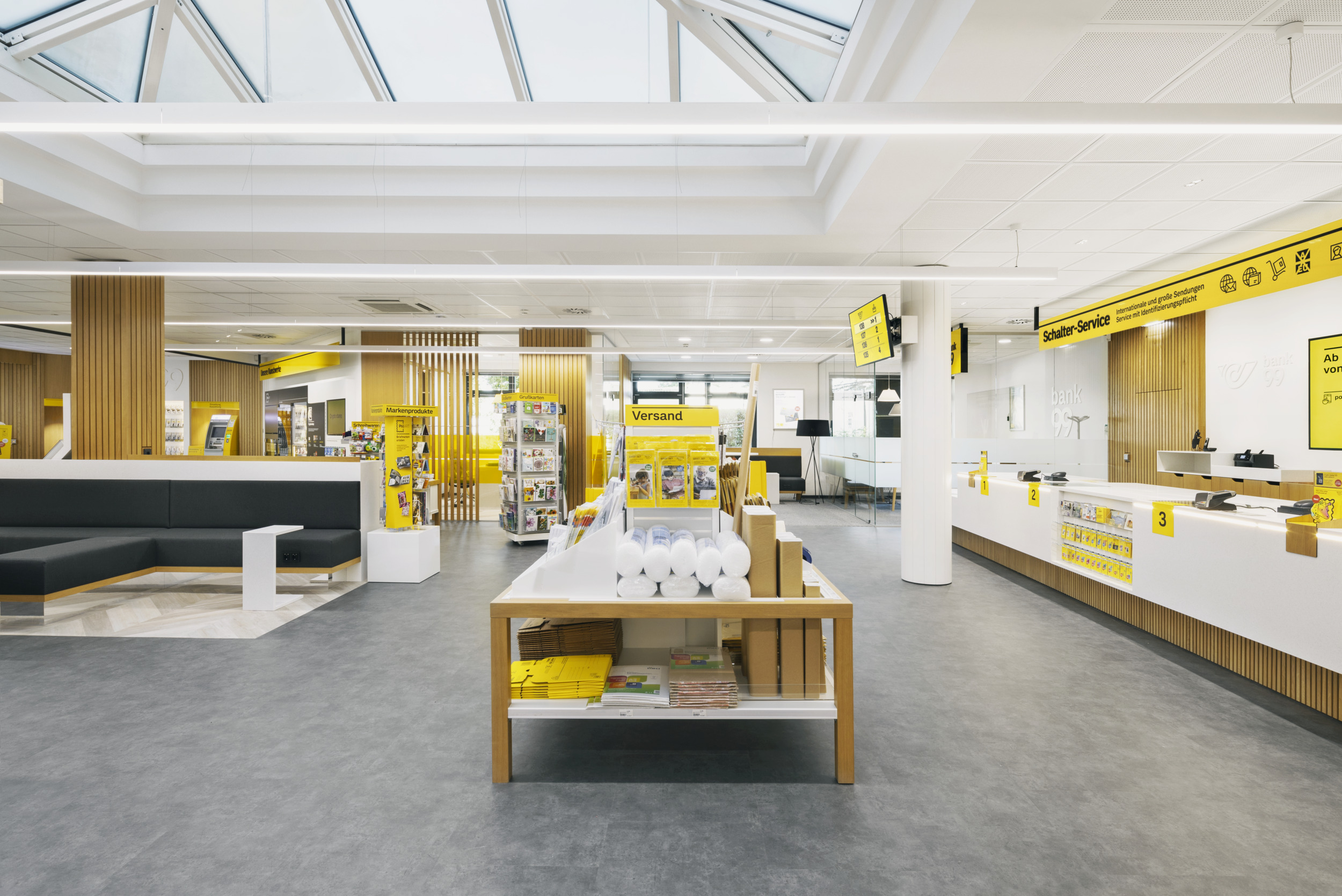
Postfiliale Österreichische Post AG

### Historische Entwicklung vor 1996
Die historische Entwicklung der Österreichischen Post begann bereits 1490 unter Maximilian I. in der Form eines Lehens. 1722 (bzw. 1769 in Tirol) wurde das Postregal vom Staat übernommen und die Post-Dienstleistungen durch k.k. Behörden verrichtet. 
Im Jahr 1866 wurde die zentrale Verwaltungsstelle für das staatliche Post- und Telekommunikationswesen in Österreich eingerichtet. Später erfolgte eine Aufteilung in die drei Bereiche Post, Postbus und Telekommunikation. Nach 1918 wurden die Aufgaben im neuen Bundesgebiet bis 1996 der Österreichischen Post- und Telegraphenverwaltung übertragen.

### Gründung der Post und Telekom Austria (PTA)
Ein nächster Schritt zur späteren rechtlichen Verselbständigung des österreichischen Postwesens war die Gründung der Post und Telekom Austria (PTA) im Jahr 1996 aus der ehemaligen Österreichischen Post- und Telegraphenverwaltung. Es folgte 1998 die Abspaltung von der Telekom Austria und 1999 die rechtliche Verselbstständigung als Österreichische Post AG.
2006 erfolgte der Börsengang der Österreichischen Post an der Wiener Börse mit einem 49%igen Streubesitz. Am 16. Mai 2006 startete der Verkauf von 34,3 Millionen Aktien der Österreichischen Post AG. Seit dem 31. Mai 2006 notiert die Aktie erstmals an der Wiener Börse und der Emissionskurs betrug 19,00 Euro.
In der Sitzung des ATX-Komitees vom 5. September 2006 wurde beschlossen, die Aktien der Österreichischen Post AG in den ATX – den Leitindex der Wiener Börse – aufzunehmen. Mit Wirkung vom 18. September 2006 wurde die Österreichische Post AG mit etwa 1,7 % im ATX gewichtet.

### Gründung der bank99
Am 8. April 2019 kündigte die Post an, von der Grazer Wechselseitigen (GraWe) 80 % der Brüll Kallmus Bank zu erwerben. Diese Bank wurde in bank99 umbenannt und ist eine Tochter der Österreichischen Post. Seit dem 1. April 2020 werden in den Filialen der Post und bei Postpartnern Bankdienstleistungen der bank99 angeboten. Die bank99 übernahm im Jahr 2021 das Privatkundengeschäft der ING Österreich.

### Entwicklungen Brief- und Paketmarkt
Von 2009 bis 2024 sank der Briefversand der Österreichischen Post von rund einer Milliarde auf etwa 500 Millionen. Der Paketversand hingegen stieg von 50 Millionen Paketen auf rund 220 Millionen pro Jahr.

## Konzernstruktur
Die Österreichische Post bündelt ihre Geschäftsaktivitäten in drei Divisionen: Brief & Werbepost, Paket & Logistik sowie Filiale & Bank. Zum Kerngeschäft zählen insbesondere die Beförderung von klassischen Briefsendungen, Werbesendungen, Paketen und Post-Express-Sendungen. International ist die Österreichische Post AG über Tochtergesellschaften in insgesamt 14 Ländern vertreten und erreicht damit rund 150 Millionen Menschen.

### Aktionärsstruktur
- 52,8 % Österreichische Beteiligungs AG
- 47,2 % Streubesitz
  - 33,5 % Österreich
  - 7,1 % Kontinentaleuropa (exkl. Österreich)
  - 5,4 % Nordamerika
  - 0,9 % Vereinigtes Königreich und Irland,
  - 0,3 % Rest der Welt[15][1]

### Vorstand und Aufsichtsrat
Zum Vorstand der Österreichischen Post gehören Walter Oblin (Generaldirektor), Peter Umundum (Generaldirektor-Stellvertreter und Vorstand für Paket & Logistik) und Barbara Potisk-Eibensteiner (Vorständin für Finanzen).
Der Aufsichtsrat besteht aus insgesamt zwölf Mitgliedern, acht davon sind von der Hauptversammlung gewählte Kapitalvertreter und vier weitere werden vom Zentralausschuss entsendet. Vorsitzende des Aufsichtsrats ist Elisabeth Stadler, stellvertretender Vorsitzender ist Stefan Fürnsinn.

### Beteiligungen und Tochtergesellschaften
Die Österreichische Post agiert in Osteuropa unter der Marke Express One, in der Türkei als Aras Kargo. Sie hat Tochtergesellschaften in Bosnien und Herzegowina, Bulgarien, Georgien, Ungarn, Serbien sowie in der Slowakei (Express One Slovakia s.r.o., Slovak Parcel Service und Scanpoint Slovakia) und Montenegro (City Express d.o.o.), Kroatien (Overseas Express d.o.o.), in der Türkei (Aras Kargo), und in Slowenien (Express One SIovenia). Im Jahr 2023 übernahm die Österreichische Post den Paketdienstleister Star Express durch die Tochtergesellschaft Aras Kargo und expandiert damit nach Aserbaidschan.
Die Österreichische Post beteiligte sich am griechischen Softwareentwicklungs- und Data-Engineering-Dienstleister Agile Actors und ACL advanced commerce labs GmbH. Sie übernahm sendhybrid, ein Unternehmen für elektronischen Dokumentenversand, den Scandienstleister EMD, die EBPP GmbH (Electronic Bill Presentment and Payment) und Österreichs größte Digital- und Transaktionsdruckerei D2D – direct 2 document GmbH und ist Partnerin von Cloud-Anbieter Fabasoft.
Im Jahr 2017 gründete die Österreichische Post den Online-Marktplatz shöpping.at und startete 2020 das Online-Vergleichsportal daskuvert, das sie im Jahr 2022 in juuhu.at umbenannte, aber Stand 2025 nicht mehr von der Österreichischen Post betrieben wird.

## Dienstleistungen
Zu den Leistungen des Konzerns zählen die Erbringung von Brief- und Geschäftsprozessdienstleistungen, einschließlich Outputmanagement, Dokumentenerfassung, -digitalisierung und -veredelung, Paket-, E-Commerce- und Logistikdiensten im In- und Ausland, Filial- und Bankdienstleistungen, der Vertrieb von Telekommunikationsprodukten und Handelswaren im Filialnetz sowie die Bereitstellung von Finanzdienstleistungen durch die bank99. Zum hybriden Leistungsangebot gehören neben klassischen analogen Diensten auch verschiedene digitale Angebote und Online-Services wie die Post-App, der Aktionsfinder, Digital-out-of-Home-Screens, der E-Brief sowie digitale Dienste im Bereich Inputmanagement.

## Kritik

### Datenschutz
Die Ausgliederung aus dem Bundeshaushalt im Jahr 1996 und die fortschreitende Liberalisierung von Postunternehmen führte zur Erschließung neuer Geschäftsfelder, so auch zum Adresshandel. Unter dem Motto „Unsere Adressen sind mehr wert“ gründete die Post dazu gemeinsam mit dem privaten Datenhändler Schober Suppan Direktmarketing GmbH die inzwischen aufgelöste Postadress Austria GmbH. Für diese Praxis erhielt die Österreichische Post AG im Jahr 2001 den ersten Preis bei den Big Brother Awards Austria. Zudem wurde bekannt, dass das Unternehmen Kundendaten – etwa zur aktuellen Wohnadresse, zum Weiterzug oder zur Nutzung eines Postfachs – an Dritte wie Inkassobüros weitergegeben hat. Berichten zufolge setzte die Post auch Briefträger ein, um krankgeschriebene Mitarbeiter auf ihre Anwesenheit zu Hause zu überprüfen.
Im Jänner 2019 deckte die Rechercheplattform Addendum auf, dass die Post im Zuge ihrer Tätigkeit als Adressverlag die vermeintlichen Parteiaffinitäten von 2,2 Millionen Österreichern speicherte und für Wahlwerbung verkaufte. Nach Bekanntwerden leitete die österreichische Datenschutzbehörde ein Prüfverfahren gegen die Post ein. Die Post kündigte daraufhin an, sämtliche Angaben zu Parteiaffinitäten aus ihren Datensätzen zu entfernen. In diesem Zusammenhang wurde ein nicht rechtskräftiges erstinstanzliches Urteil bekannt, das der Vorarlberger Anwalt Christian Wirthensohn durch eine Klage gegen die Post beim Landesgericht Feldkirch erwirkt hatte. Zudem wurde berichtet, dass die Post anwaltliche Unterlassungsaufforderungen an Kritiker versandt habe. Im Oktober 2019 wurde der Post dafür erneut der Big Brother Award verliehen.

### Nachsendeaufträge
Im Jahr 2003 erhielt die Österreichische Post AG zum zweiten Mal den Big Brother Award. Anlass war unter anderem die Praxis, sich bei Nachsendeaufträgen eine Ermächtigung zur Weitergabe der angegebenen Daten erteilen zu lassen. Ohne diese Zustimmung wurden Nachsendeaufträge laut Kritik vielfach nicht angenommen, was dem österreichischen Datenschutzgesetz widerspricht. Dieses sieht vor, dass das Verweigern einer derartigen Einwilligung keine Auswirkungen auf das Vertragsverhältnis haben darf. Zudem unterliegt die Post einem Kontrahierungszwang und ist somit zur Annahme von Nachsendeaufträgen verpflichtet. Weiters wurde kritisiert, dass Nachnahmesendungen nur ausgehändigt werden, wenn der jeweilige Kunde sein Geburtsdatum und seinen Geburtsort angibt. Ebenfalls beanstandet wurde die Erhebung weiterführender Informationen über den Haushalt der Kunden, um diese Daten anschließend kommerziell zu verwerten.
Regelmäßig wurde die Post in der ORF-Reihe „Help“ wegen ihrer Praxis, dass bei Nachsendeaufträgen die Adressen gewinnbringend verwertet werden. Besonders beanstandet wurde, dass die Einwilligung zur Datenweitergabe sowie der Hinweis auf die Widerrufsmöglichkeit sehr klein gedruckt waren und von vielen Kunden übersehen wurden, was zu unerwarteten Folgen führte. Auch wenn Kunden der Weitergabe widersprachen, sollen Daten dennoch weitergegeben worden sein. Die Post rechtfertigte dies damit, dass 86 % der Kunden der Weitergabe zustimmten, weshalb diese im System als Standard eingestellt war. Zudem warb die Post zeitweise damit, dass durch die Weitergabe etwa Versandhäuser informiert würden, was den Kunden Aufwand erspare.
Bei den Big Brother Awards Austria 2008 hat die Post erneut für ihren Umgang mit Kundendaten bei Nachsendeaufträgen und für die Datensammlung bei Nachsendeaufträgen den „Lebenslangen Ärgernis“-Preis erhalten.

## Nachhaltigkeit

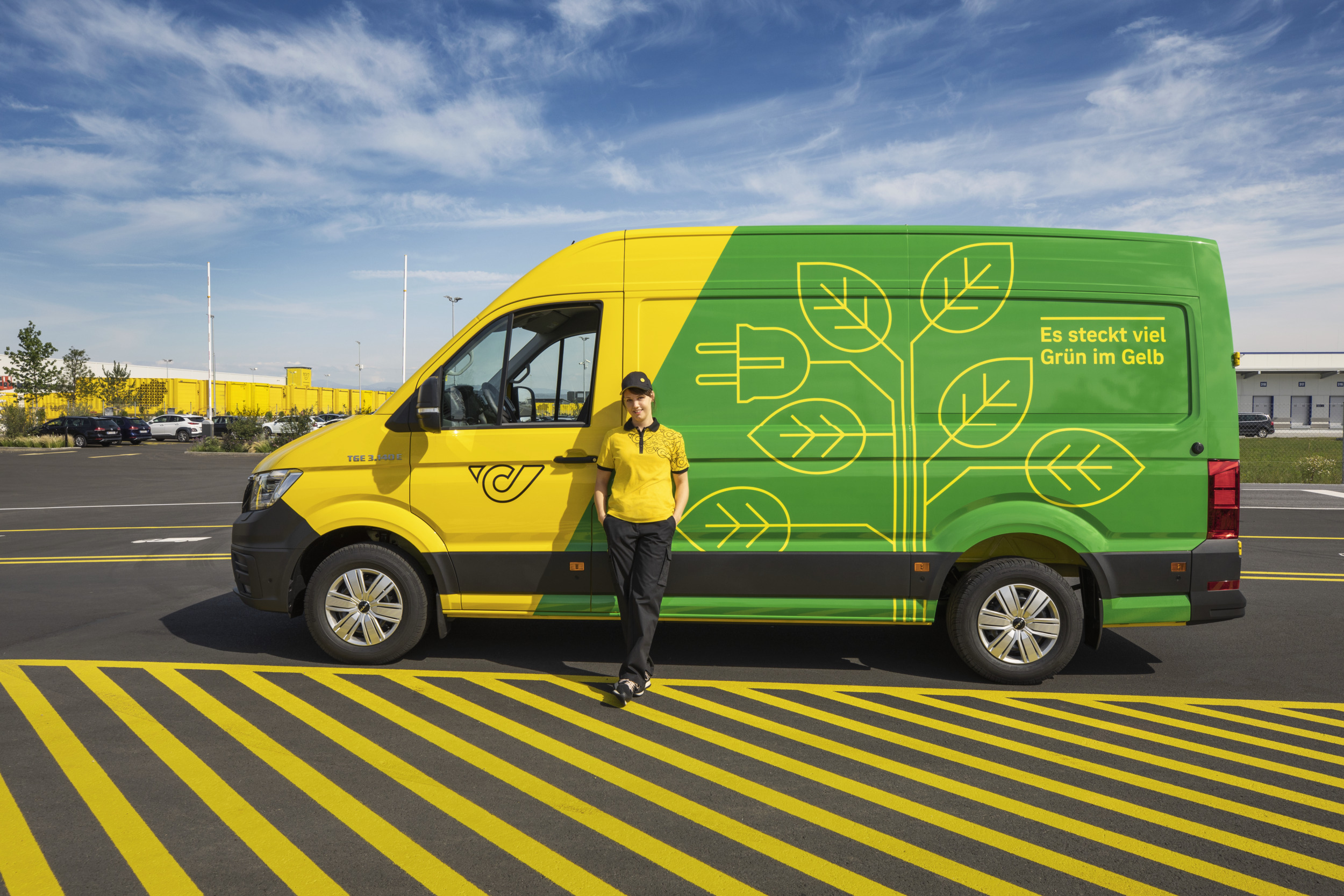
E-Fahrzeug Österreichische Post AG

Seit 2011 erfolgt die Zustellung aller Sendungen durch die Österreichische Post auf der letzten Meile in Österreich CO2-neutral. Bis 2030 ist eine vollständig CO2-freie Zustellung geplant, unter anderem durch den Einsatz von Elektrofahrzeugen und alternativen Antriebstechnologien. Damit hält die Österreichische Post die größte E-Flotte in Österreich. Die Österreichische Post stellt bereits in mehreren Städten, darunter Graz, Innsbruck und Salzburg, ihre Sendungen CO2-frei zu.
Für das Konzept der emissionsfreien City-Logistik in Graz wurde die Post 2021 mit dem Staatspreis Umwelt- und Energietechnologie des Bundesministeriums für Klimaschutz, Umwelt, Energie, Mobilität, Innovation und Technologie ausgezeichnet. Bereits 2017 erhielt das Unternehmen den Energy Globe Award für sein Konzept zur Elektromobilität. Für ihre nachhaltigen Aktivitäten wurde die Österreichische Post auch mehrfach mit dem Austrian Sustainability Reporting Award (ASRA) ausgezeichnet.
2021 nahm die Post den ersten LNG-LKW in Betrieb und seit 2024 fährt die gesamte LKW-Flotte der Östererreichischen Post mit dem fossilfreien Treibstoff HVO100. Seit 2024 sind auch Elektro-LKW der Post im Einsatz.
2023 startete der wiederverwendbare Verpackungsservice Post Loop, für den sie den Nachhaltigkeitspreis Logistik gewann.
Ende 2022 trat die Österreichische Post der von Amazon ins Leben gerufenen Initiative The Climate Pledge bei. Mit der Teilnahme bekennt sich das Unternehmen dazu, bis zum Jahr 2040 Netto-Null-Emissionen zu erreichen.
Das internationale Bewertungsunternehmen Sustainalytics stuft das Nachhaltigkeitsrisiko der Österreichischen Post als low risk ein.

## Engagement
Die Österreichische Post engagiert sich in sozialen Projekten, etwa durch Kooperationen mit Hilfsorganisationen wie mit CARE Österreich. Außerdem beteiligt sich das Unternehmen regelmäßig an karitativen Initiativen wie Pakete fürs Christkind, die Kindern aus benachteiligten Familien in Österreich zugutekommt.
Die Post unterstützt die Aktion Ö3-Wundertüte, bei der gebrauchte Mobiltelefone gesammelt und deren Erlös für karitative Zwecke verwendet wurde. Zudem engagierte sich das Unternehmen für die Ukraine, unter anderem durch den kostenlosen Transport humanitärer Hilfsgüter und die Verteilung von Sachspenden innerhalb Österreichs.

## Auszeichnungen (Auswahl)
- 2016: e-Award in der Kategorie „Arbeitsplatz und Organisation“ für das online-Versandsystem Tages-Post, verliehen von der Zeitschrift Telekom- und IT-Report[74]
- Seit 2021: Leading Employer Award, verliehen vom Institute of Research & Data Aggregation[75]
- 2023: PostEurop Innovation Award für das Projekt Crypto Stamp 5.0, verliehen von PostEurop[76]
- 2023: Deutscher Preis für Onlinekommunikation (DPOK) in den Kategorien „Innovation des Jahres“ und „Sonderpreis Metaverse“ für das Projekt Crypto stamp 4.0 – Die Österreichische Post landet im Metaverse, verliehen von Quadriga und KOM – Magazin für Kommunikation[77]
- 2023: Höchstes Level im „Integrated Index for Postal Development“ (2IPD), einer Studie des Weltpostvereins[78]
- 2024: Lebenshilfe Award für die Integration von Menschen mit Behinderungen, verliehen von der Lebenshilfe Österreich[79]
- 2025: ÖVGS-App-Award in der Kategorie „Express-Kurierdienste“ für die Post-App, verliehen von der Österreichischen Verkehrswissenschaftlichen Gesellschaft (ÖVGS)[80]